# Devi Mahatmya

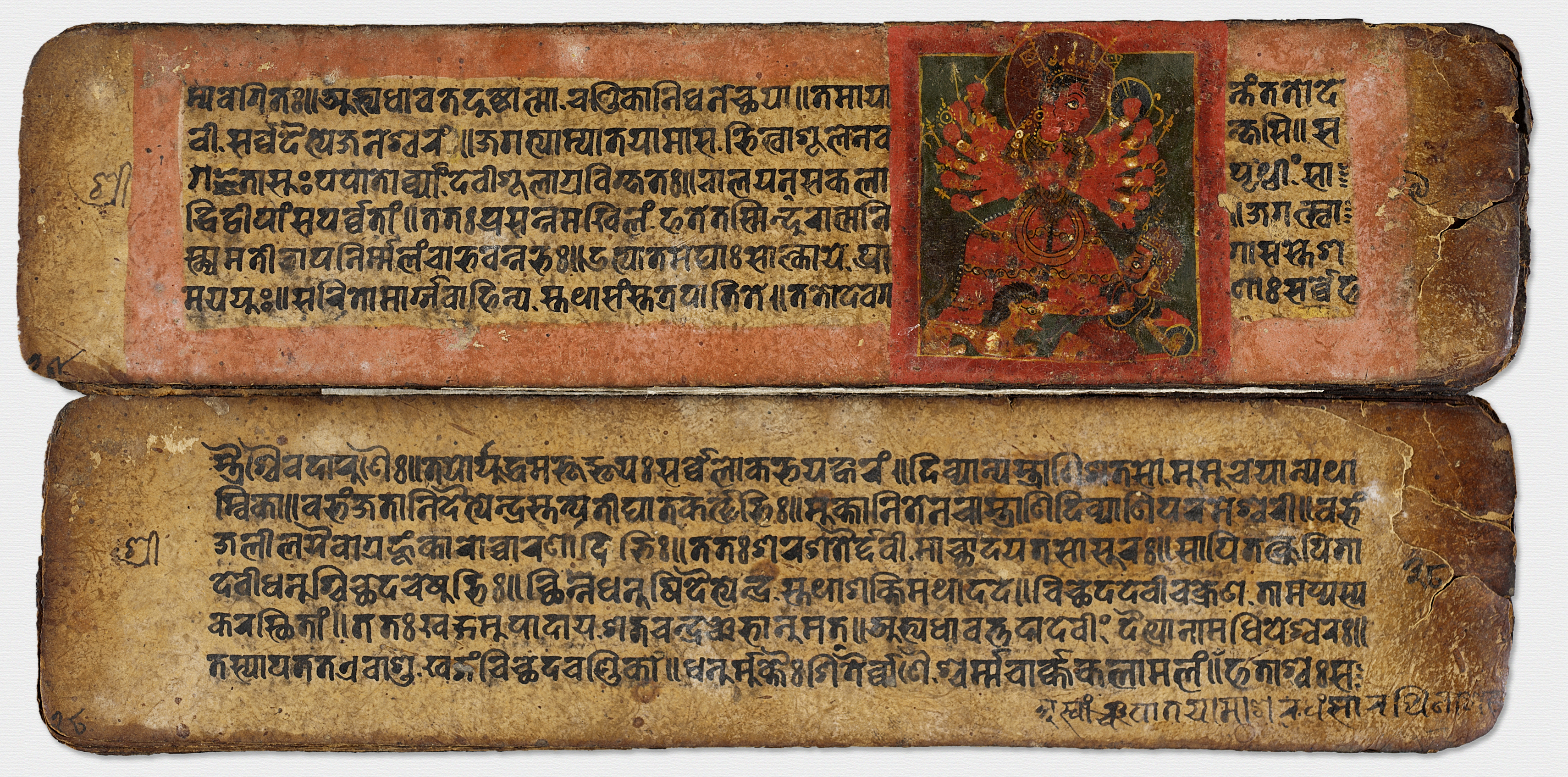
Manuscrit du Devi Mahatmya, du XVIIe siècle, rédigé en écriture newari du Népal.

Devi Mahatmya en sanskrit देवीमाहात्म्यम् (devīmāhātmyam), littéralement en français : Gloire de la déesse, est un texte philosophique de l'hindouisme qui décrit la déesse Dourga/Adishakti (en) comme la puissance suprême et la créatrice de l'univers,. Il fait partie du Markandeya Purana,,.
Devi Mahatmya est également connu sous le nom de Durgā Saptashatī (दुर्गासप्तशती) ou Śata Chandī (शत् चण्डी). Le texte contient 700 versets répartis en treize chapitres,. Il s'agit de l'un des textes les plus importants du shaktisme, avec le Devi Bhagavata Purana (en) et le Devi Upanishad (en). Le texte est l'un des plus anciens manuscrits complets des traditions hindoues qui décrivent la révérence et l'adoration de l'aspect féminin de Dieu. Dans le shaktisme, le Devi Mahatmya est considéré comme aussi important que la Bhagavad-Gita.
Devi Mahatmya décrit une bataille historique entre le bien et le mal, où la Devi, qui se manifeste sous la forme de la déesse Dourga, mène les forces du bien contre le démon Mahishasura, la déesse est très en colère et impitoyable, et les forces du bien l'emportent,,. En des temps paisibles et prospères, indique le texte, la Devî se manifeste en tant que Lakshmi, favorisant la création et le bonheur. Les versets de cette histoire esquissent également un fondement philosophique selon lequel la réalité ultime (Brahman dans l'hindouisme) peut également être féminine.
Devi Mahatmya est particulièrement populaire dans les États de l'est de l'Inde, tels que le Bengale-Occidental, le Bihar, l'Odisha et l'Assam, ainsi qu'à Goa et au Népal. Il est récité lors des célébrations de Navratri, des festivités de la Durgā pūjā, et dans les temples de Dourga à travers l'Inde,.

## Étymologie

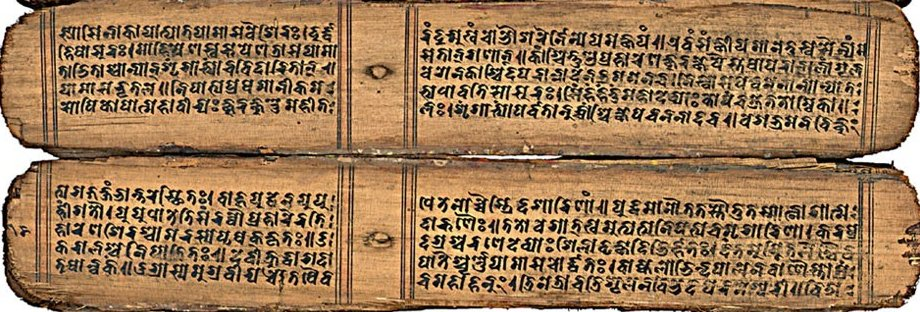
Le plus ancien manuscrit conservé du Devi Mahatmya, sur une feuille de palmier, dans une écriture Bhujimol ou Newari ancienne (Népal, XIe siècle).

Devi Mahatmya signifie en français : Glorification de la Déesse. Le texte est également appelé Durga Saptaśati (littéralement un recueil de sept cents ou quelque chose qui contient sept centaines en nombre), car il contient 700 shlokas (versets).
Il est également connu sous le nom de « Candi Patha ». Caṇḍī ou Caṇḍika est le nom par lequel la déesse suprême est désignée dans le Devi Mahatmya. Selon les Écritures hindoues, Caṇḍikā est « la déesse de la vérité et de la justice qui est venue sur Terre pour établir le Dharma », de l'adjectif caṇḍa, « féroce, violente, cruelle pour les forces du mal et non pour les forces du bien ». L'épithète n'a pas de précédent dans la littérature védique et apparaît pour la première fois dans une insertion tardive au Mahabharata, où Chaṇḍa et Chaṇḍī apparaissent comme épithètes.